# Opera pia
Un'opera pia è un'istituzione di assistenza e/o beneficenza, che si incarica di "prestare assistenza ai poveri, tanto in stato di sanità quanto di malattia, di procurarne l'educazione, l'istruzione, l'avviamento a qualche professione, arte o mestiere, o in qualsiasi altro modo il miglioramento morale ed economico".

## Storia
Le opere pie nacquero in Italia nel Medioevo, ed ebbero grande sviluppo nel Cinquecento. Esse erano istituzioni generalmente di natura confessionale, finanziate da lasciti privati o da congregazioni religiose.  Esse costituirono fino all'inizio del XX secolo uno dei pilastri dei servizi assistenziali e sociali in Italia.
Nell'Italia unita, con l'emanazione della Legge 3 agosto 1862, n.753, si ebbe una prima normativa unitaria sull'amministrazione di tali enti, allo scopo di rafforzare il controllo statale sul loro operato. La riforma venne completata con il relativo regolamento attuativo contenuto nel Regio Decreto 27 novembre 1862 n. 1007. Tali provvedimenti istituirono presso ogni comune del Regno una Congregazione di carità con lo scopo di amministrare i beni destinati a beneficio dei poveri e delle opere pie, la cui gestione fu affidata ad un consiglio d'amministrazione, eletto dal consiglio comunale o cooptato.
Alla fine dell'800, nel quadro storico di una espansione del ruolo dello stato nel settore sociale in forte sviluppo in Italia come in Europa, vennero intraprese ulteriori riforme del settore. La legge del 17 luglio 1890 (cd. «legge Crispi»)  trasformò le Opere Pie in Istituti pubblici di assistenza e beneficenza, che passarono sotto il controllo pubblico dei Comuni, attraverso le Congregazioni di Carità. La legge proibiva la presenza del clero negli organi di gestione.  
Le opere pie resistettero a proposte di nazionalizzazione ed a manovre per l'ingerenza dello Stato nelle loro gestioni patrimoniali ed operative. Si ebbe anche una reazione delle opere pie di Roma contro alcune proposte dello stesso Crispi che, sostenevano, avrebbero leso la libertà di culto.
All'inizio del XX secolo le Opere pie andarono soggette al coordinamento da parte del «Consiglio superiore dell'assistenza e della beneficenza pubblica», per volontà di Giovanni Giolitti, che ispirò la legge del 18 luglio 1904.
Coi Patti lateranensi del 1929, o meglio nei regolamenti allegati, si ebbe il riconoscimento dell'autonomia dallo Stato per le confraternite che avessero prevalente scopo di culto.

## Fonti normative
- 17 luglio 1890, n. 6972
- 21 aprile 1896, n. 218
- 18 luglio 1904, n. 390
- 30 dicembre 1923, n. 2841 (Regio decreto)
- 3 giugno 1937, n. 847